# اداگانداناهالی
اداگانداناهالی (به انگلیسی: Adagondanahalli) در هند است که در کارناتاکا واقع شده‌است.